# Kole Nedelkovski
Kole Nedelkovski, makedonsky Коле Неделковски (16. prosince 1912 Vojnica – 2. září 1941 Sofie) byl makedonský básník komunistické orientace. Zakladatel novodobé makedonské poezie. Vycházel především z lidové slovesnosti. Svá díla psal ve skopje-veležském dialektu, který je blízký soudobé makedonštině.
Kvůli chudobě musel přerušit studia a začal si vydělávat na živobytí jako malíř pokojů. Zapojil se také do dělnického hnutí. To vedlo k pronásledování (srbskou) policií, emigroval tedy roku 1933 raději do Bulharska, v naději, že tam bude moci psát bez omezení. V Sofii vstoupil do Makedonské literární společnosti, jejímž členem byl i Kočo Racin či Venko Markovski. I pod jejich vlivem začal intenzivněji psát poezii a vydal své dvě jediné sbírky M'skavici (Blesky, 1940) a Peš po svetot (Pěšky po světě, 1941). K nejslavnějším patří báseň Glas od Makedonija (Hlas z Makedonie). Vstoupil i do Komunistické strany Bulharska a zapojil se také do boje proti fašismu. Zemřel při útěku před bulharskou policií roku 1941. Podle jedné verze skočil na útěku z okna, podle jiné z něj byl vyhozen.